# Chordeleg

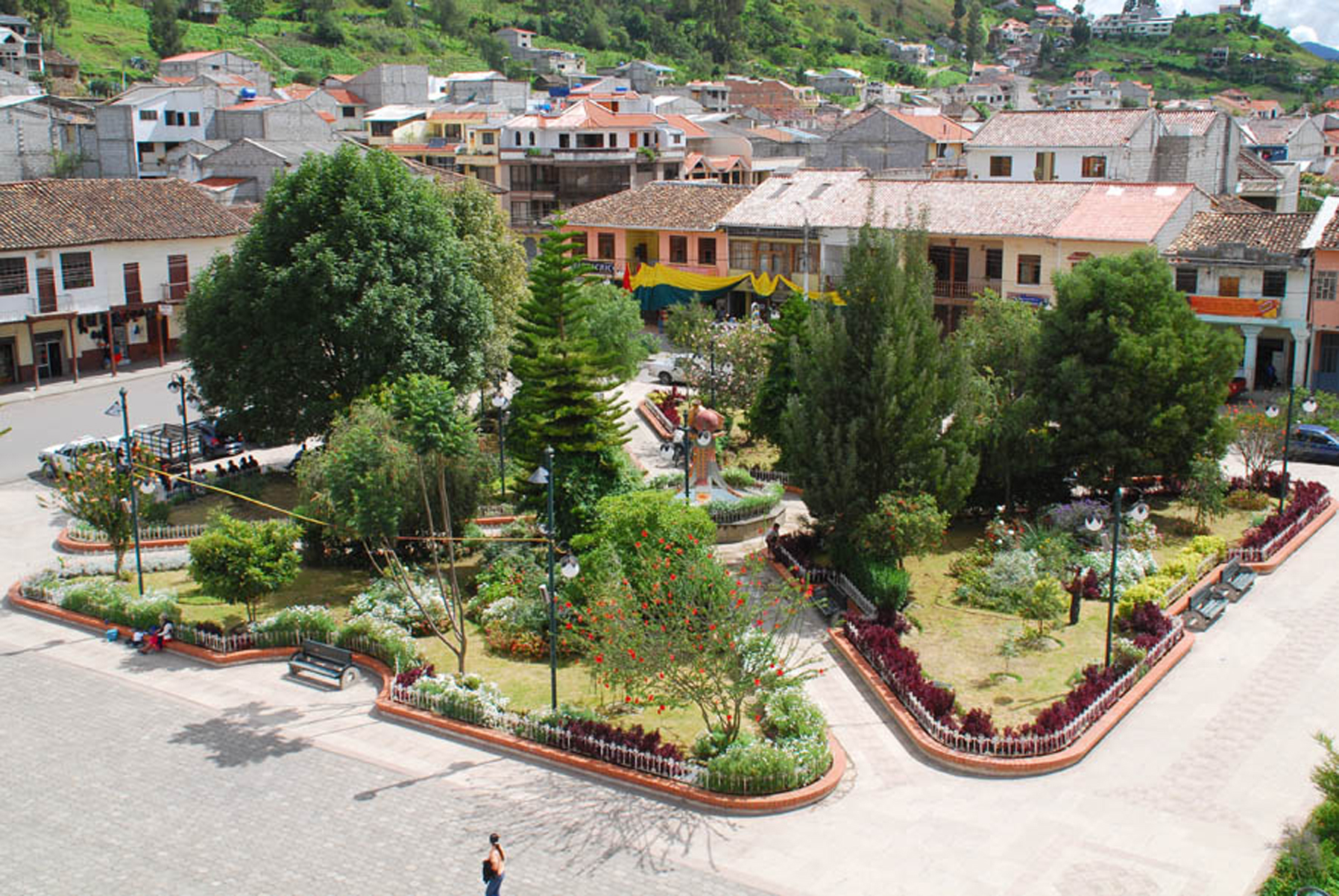
Chordeleg

Chordeleg ist eine Kleinstadt und die einzige Parroquia urbana im Kanton Chordeleg der ecuadorianischen Provinz Azuay. Chordeleg ist Sitz der Kantonsverwaltung. Die Parroquia besitzt eine Fläche von 16,28 km². Die Einwohnerzahl der Parroquia betrug beim Zensus 2010 6787. Davon wohnten 4209 Einwohner im urbanen Bereich von Chordeleg.

## Lage
Die Parroquia Chordeleg befindet sich im Nordosten der Provinz Azuay. Das Gebiet liegt an der Westflanke der Cordillera Real. Der Río Santa Bárbara, der rechte Quellfluss des Río Paute, und dessen rechter Nebenfluss Río Zhio begrenzen das Areal im Westen. Der etwa 2360 m hoch gelegene Ort Chordeleg befindet sich 25 km östlich der Provinzhauptstadt Cuenca. Die Fernstraße E594 (Cuenca–Gualaquiza) führt durch Chordeleg.
Die Parroquia Chordeleg grenzt im Nordosten an die Parroquia Remigio Crespo Toral (Kanton Gualaceo), im Osten an die Parroquia La Unión, im Süden an die Parroquia San Martín de Puzhío sowie im Westen an die Parroquias Simón Bolívar, San Juan und Gualaceo (alle drei im Kanton Gualaceo).

## Geschichte
Am 4. Oktober 1837 wurde die Pfarrei Chordeleg gegründet. Chordeleg war ursprünglich eine Parroquia rural im Kanton Gualaceo. Am 15. April 1992 wurde der Kanton Chordeleg eingerichtet. Chordeleg wurde als Parroquia urbana dessen Verwaltungssitz.